# Aston Villa Football Club 2007-2008
Questa voce raccoglie le informazioni riguardanti l'Aston Villa Football Club nelle competizioni ufficiali della stagione 2007-2008. 

## Stagione
Al termine della stagione 2007-08 l'Aston Villa si classificò sesto in Premier League guadagnandosi il diritto di partecipare alla Coppa Intertoto 2008. Capocannoniere della stagione fu John Carew con 13 goal.

## Maglie e sponsor
| Manica sinistra · Maglietta · Manica destra · Pantaloncini · Calzettoni | Manica sinistra · Manica sinistra · Maglietta · Maglietta · Manica destra · Manica destra · Pantaloncini · Calzettoni | Manica sinistra · Maglietta · Manica destra · Pantaloncini · Calzettoni |

## Organigramma societario

### Staff tecnico
- Martin O'Neill - Allenatore
- John Neilson Robertson - Vice Allenatore
- Seamus McDonagh - Allenatore dei portieri
- Steve Walford - Assistente
- Gordon Cowans - Allenatore delle giovanili
- Tony McAndrew - Allenatore delle giovanili
- Stuart Walker - Fisioterapista
- Alan Smith - Fisioterapista

## Rosa
| N. |                        | Ruolo | Calciatore         |
| -- | ---------------------- | ----- | ------------------ |
| 1  | Danimarca (bandiera)   | P     | Thomas Sørensen    |
| 3  | Paesi Bassi (bandiera) | D     | Wilfred Bouma      |
| 4  | Svezia (bandiera)      | D     | Olof Mellberg      |
| 5  | Danimarca (bandiera)   | D     | Martin Laursen     |
| 6  | Inghilterra (bandiera) | C     | Gareth Barry       |
| 7  | Inghilterra (bandiera) | C     | Ashley Young       |
| 8  | Inghilterra (bandiera) | A     | Luke Moore         |
| 9  | Inghilterra (bandiera) | A     | Marlon Harewood    |
| 10 | Norvegia (bandiera)    | A     | John Carew         |
| 11 | Inghilterra (bandiera) | A     | Gabriel Agbonlahor |
| 13 | Inghilterra (bandiera) | P     | Stuart Taylor      |
| 14 | Inghilterra (bandiera) | A     | Nathan Delfouneso  |

| N. |                        | Ruolo | Calciatore         |
| -- | ---------------------- | ----- | ------------------ |
| 15 | Inghilterra (bandiera) | D     | Curtis Davies      |
| 16 | Inghilterra (bandiera) | D     | Zat Knight         |
| 17 | Togo (bandiera)        | C     | Moustapha Salifou  |
| 19 | Bulgaria (bandiera)    | C     | Stiliyan Petrov    |
| 20 | Inghilterra (bandiera) | C     | Nigel Reo-Coker    |
| 21 | Inghilterra (bandiera) | C     | Wayne Routledge    |
| 22 | Inghilterra (bandiera) | P     | Scott Carson       |
| 23 | Rep. Ceca (bandiera)   | C     | Patrik Berger      |
| 26 | Inghilterra (bandiera) | C     | Craig Gardner      |
| 27 | Inghilterra (bandiera) | C     | Isaiah Osbourne    |
| 28 | Scozia (bandiera)      | A     | Shaun Maloney      |
| 29 | Irlanda (bandiera)     | D     | Stephen O'Halloran |